# Judith Nelson
Pour les articles homonymes, voir Nelson.
Judith Nelson, née Judith Anne Manes le 10 septembre 1939 à Evanston (Illinois), morte le 28 mai 2012, est une soprano américaine spécialisée dans la musique baroque.

## Biographie
Née près de Chicago dans une famille de musiciens, Judith Nelson étudie à Northfield (Minnesota) et chante dans les chœurs du Collège Saint-Olaf de cette ville, puis dans ceux de l'université de Berkeley à partir de 1962.
En 1977/1978 elle enregistre avec l’English Bach Festival Chorus et l’English Bach Festival Baroque Orchestra la Missa assumpta est Maria H 11 de Marc-Antoine Charpentier pour le label Erato. Puis avec le Concerto vocale et René Jacobs duetti e cantate da camera de G. F. Haendel, puis des leçons et répons de ténèbres, des motets à voix seule et à deux voix (1984) de Marc-Antoine Charpentier pour le label Harmonia Mundi. 
Elle débute à l'opéra en 1979 dans le rôle de Drusilla de L'incoronazione di Poppea de Monteverdi.

## Discographie
Michel Pignolet de Montéclair :
- Le Triomfe de la Constance, Pan et Syrinx, cantates, The Academy of ancient Music, dir. Christopher Hogwood. L'Oiseau-Lyre 1983 report CD Decca 1993

André Campra : 
- Requiem, Judith Nelson, Dinah Harris, sopranos, Jean-Claude Oriac, Wynford Evans, ténors, Stephen Roberts, basse, The Monteverdi Choir, English Baroque Soloists, John Eliot Gardiner, CD Erato, 1981 report Warner classics 2007.

Marc-Antoine Charpentier :
- Missa Assumpta est Maria H.11,  Dialogus inter Christium et peccatores H.425, Colette Alliot-Lugaz, Lynda Russel, Judith Nelson, sopranos, Richard Jackson, Eriann Rayner Cook, basses, John York-Skinner, contre-ténor, Michael Goldthorpe, ténor, Festival Chorus, English Bach Festival Baroque Orchestra. LP Erato (enregistré à All Saints Church Tooting Graveney - Londres mars 1978).

- 3 Leçons de Ténèbres du Mercredy Sainct, H.96, H.97, H.98, 3 Répons du Mercrediy Sainct, H.111, H.112, H.113, 3 Leçons de Ténèbres du Jeudy Sainct, H.102, H.103, H.109, Concerto Vocale, René Jacobs, haute-contre, Judith Nelson, soprano, Anne Verkinderen, soprano, William Christie, clavecin et orgue, Konrad Junghänel, théorbe, Wieland Kuijken, Adelheid Glatt, basse de viole (recorded 08/1977 and 01/1978) 3 LP Harmonia Mundi HM 1005/6/7.
- 3 Leçons de Ténèbres du Vendredy Sainct, H.105, H.106, H.110, 6 Répons du Mercredy Sainct. H.114.H.115, H.116, H.117, H.118, H.119, Concerto Vocale, René Jacobs, haute-contre, Judith Nelson, soprano, Anne Verkinderen, soprano, William Christie, clavecin et orgue, Konrad Junghänel, théorbe, Wieland Kuijken, Adelheid Glatt, basse de viole. (enregistré le 01/1978 et 01/1979) 2 LP Harmonia Mundi HM 1008/09,
  - Report partiel en 3 CD (sans les Répons H.114, H.115, H.116, H.117, H.118, H.119), 3 Leçons de ténèbres du Mercredi Sainct, H.96, H.97, H.98 et 3 Répons du Mercredi Sainct, H.111, H.112, H.113, (HMC 901005 1978) - 3 Leçons de ténèbres du Jeudy Sainct, H.102, H.103, H.109 (HMC 901006 1978) - 3 Leçons de ténèbres du Vendredy Sainct, H.105, H.106, H.110 (HMC 901007 1979).

- Motets à voix seule et à 2 voix, (H.21, H.22, H.27, H.127, H.134, H.245, H.273, H.280, H.343, H.349, H.350, H.373, H.423), Concerto vocale, René Jacobs, alto, Judith Nelson, soprano, William Christie, orgue, Konrad Junghänel, théorbe, Jaap ter Linden, violoncelle, Trix Landolf, Kathrin Bopp, violon- 1 CD - Harmonia Mundi (HMC 901149 07/1984)

- Duetti e cantate da camera, Concerto vocale, Judith Nelson, soprano, René Jacobs, haute-contre, Wieland Kuijken, violoncelle, William Christie, clavecin, Konrad Junghänel, théorbe - 1 Vinyle - Harmonie mundi (HM 1004)